# Tonje Berglie
Tonje Berglie (født 11. juni 1992) er en norsk håndboldspiller der spiller for Larvik HK, siden 2017.